# チャーチル博物館
チャーチル博物館・内閣戦時執務室（チャーチルはくぶつかん・ないかくせんじしつむしつ、英語: Churchill Museum and Cabinet War Rooms）は、イギリスのロンドンにある、ウィンストン・チャーチルに関する博物館・戦争博物館で、大英帝国戦争博物館分館の一つ。内閣戦時執務室は第二次世界大戦中にイギリス政府が戦争遂行の指揮統制のために設けた地下複合施設。ウェストミンスターのホワイトホール官庁街のイギリス大蔵省庁舎の地下に設けられ、1945年8月の日本降伏後に廃止、閉鎖された。1984年に環境省管理下で公開された。2003年に公開部分の大規模な拡張が行われ、2005年に大戦当時のイギリスの首相であったチャーチルの生涯に関する展示部門を併設する拡張が行われ、改めて博物館として公開された。

## 建設と戦時中の使用
内閣戦時執務室は第二次世界大戦が勃発した1939年に使用が開始され、主にチャーチル内閣で使用された。施設は厚さ1-3メートルの厚いコンクリートスラブで防護された掩蔽壕形式で、1939-1945年の間、100以上の閣議が開催された。
一般公開されているのは大規模な施設のごく一部だけで、当時の施設の延べ床面積は3エーカー（12,000m2）と非常に広く、食堂、病院、射撃室と最高528人のスタッフのための宿泊施設を含んでいた。施設の中心は当然ながらチャーチルの戦時内閣が閣議を開いた閣議室である。閣議室近くに位置する作戦室（英語: Map Room）では戦争の指揮進行がされた。作戦室は戦後閉鎖された当時の状態が復元され、壁には往時の地図が掲げられ、机の上には電話機が並んでいる。博物館の音声解説によれば、寝室が近くにあるにもかかわらず、チャーチルは三晩作戦室に泊り込んだとのことである。この掩蔽壕設備の特徴の一つに、チャーチルがアメリカはワシントンのホワイトハウスにいるルーズベルト大統領と安全に話すことができた盗聴防止装置付きの電話（SIGSALY）があり、電話室は首相の洗面所に偽装されていた。

## 内閣戦時執務室閉鎖と維持
大戦終結により内閣戦時執務室は不要となり閉鎖された。維持管理は当時の工務省、後の環境省に委ねられた。環境省管理下でも見学可能であったが、見学するには予約が必要であり、また少人数にグループに限られていた。

## 一般公開
1980年代に入って内閣戦時執務室に対する関心が高まり、政府は市民へより広く公開する方法を検討し、1984年に大英帝国戦争博物館と政府庁舎管理局の間で協力により常時公開されるようになった。1989年に管理運営は大英帝国戦争博物館へ移された。

## 博物館としての公開
2003年に、内閣戦時執務室閉鎖後に設備が除去され倉庫として使用されていたチャーチルと妻クレメンティンを含む同僚たちが使用していた9つの部屋、今日チャーチル・スイートとして知られる部分が追加して公開された。そして2005年2月に改めてチャーチル博物館として公開された。チャーチルの公私双方の生活に関する実物と複製品、文書が年代順に陳列され、'The Lifeline' と名付けられた、世界中でも最大規模と目されるインタラクティブな展示方法によりチャーチルの90年の生涯にわたる事件と彼の行動をたどることができる。

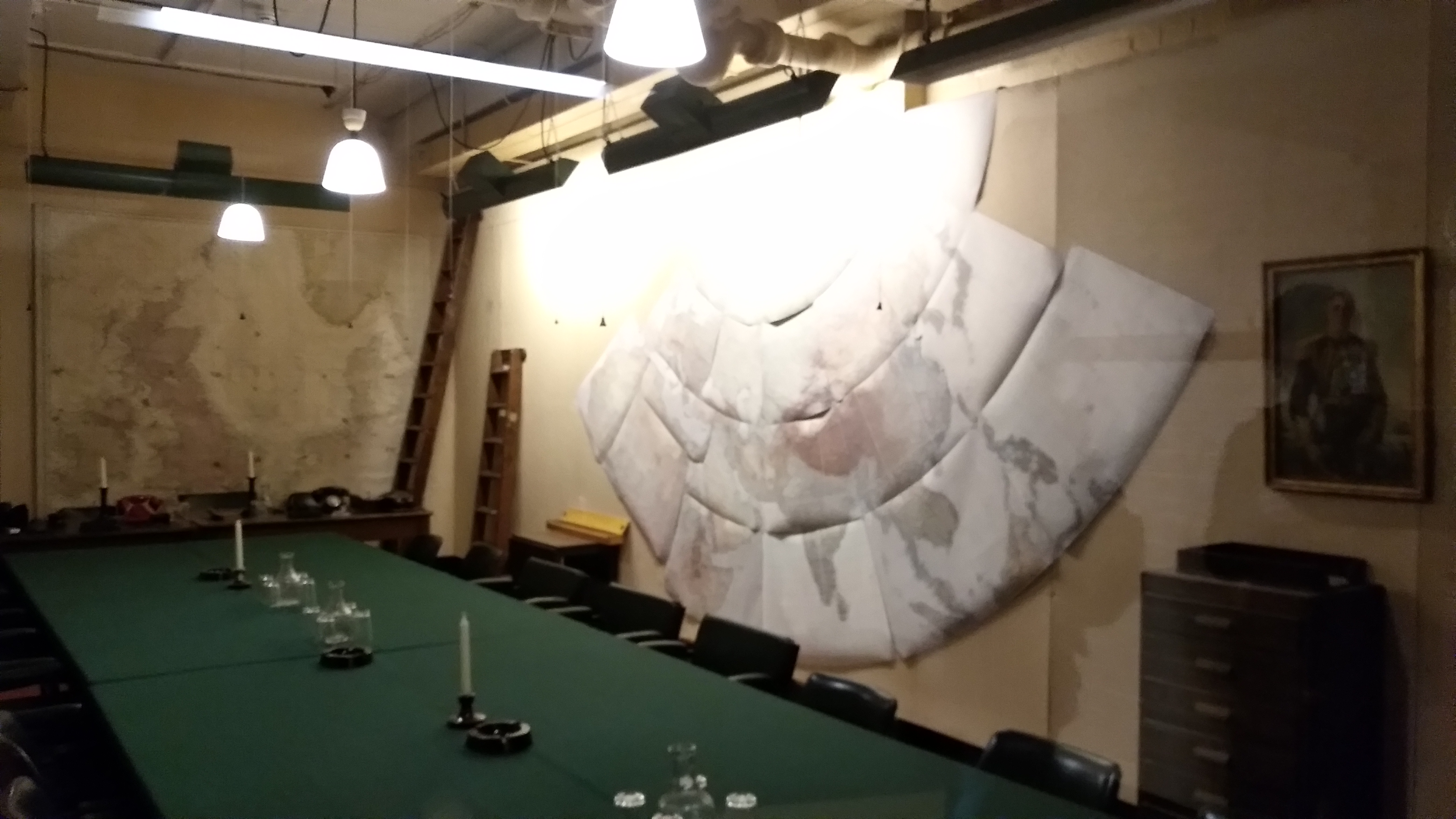
会議室
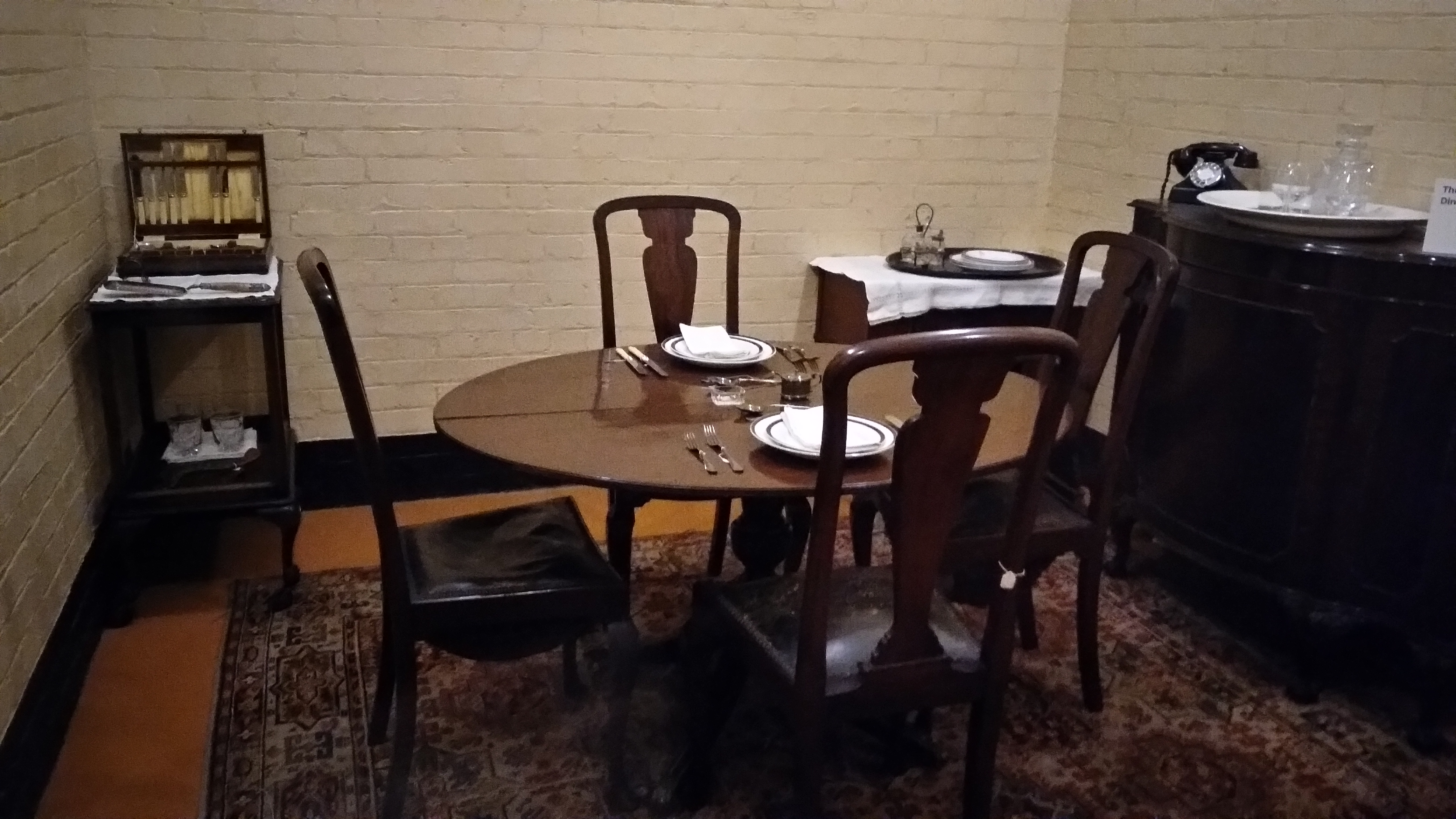
食堂
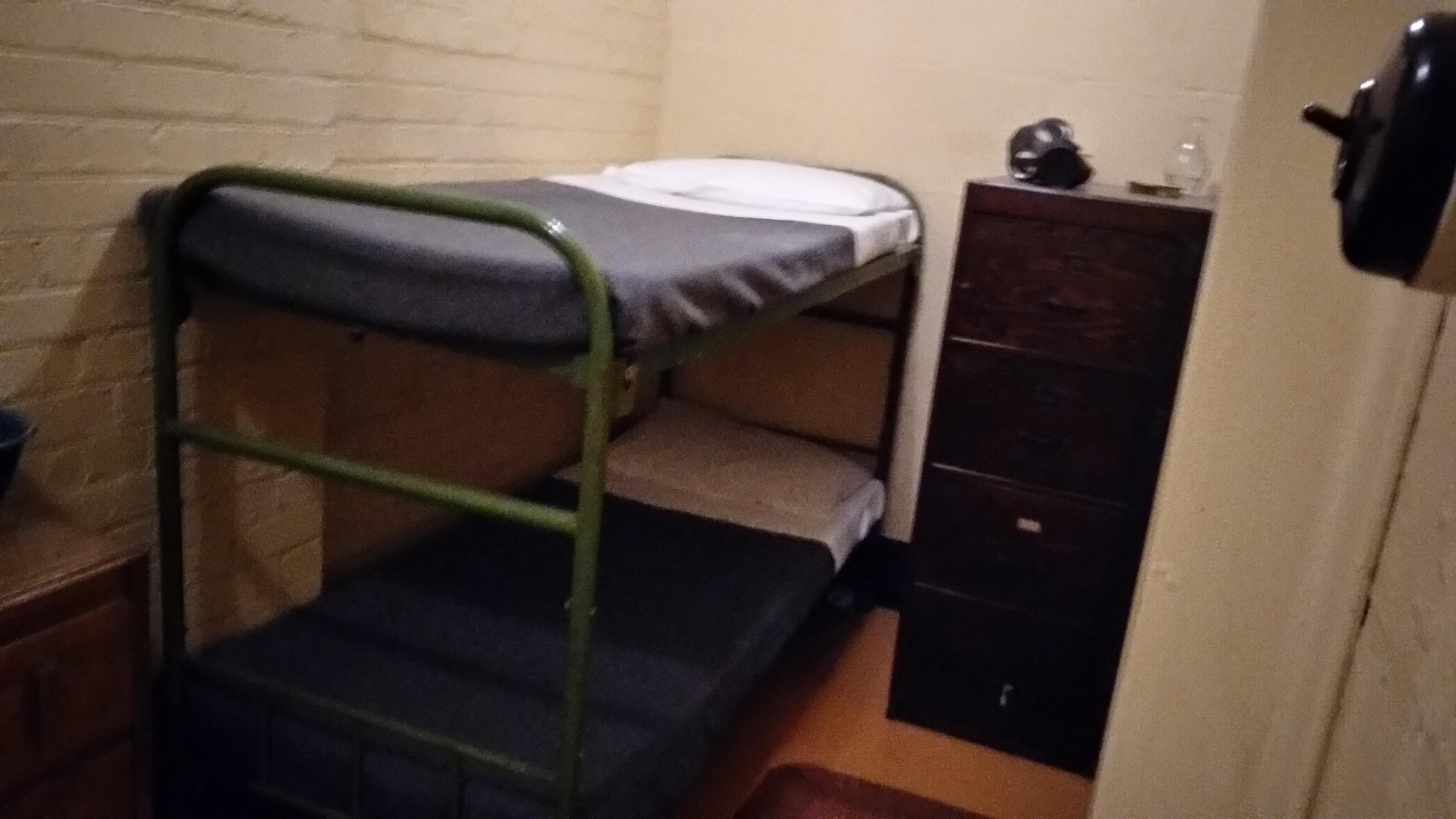
ボディガードの部屋
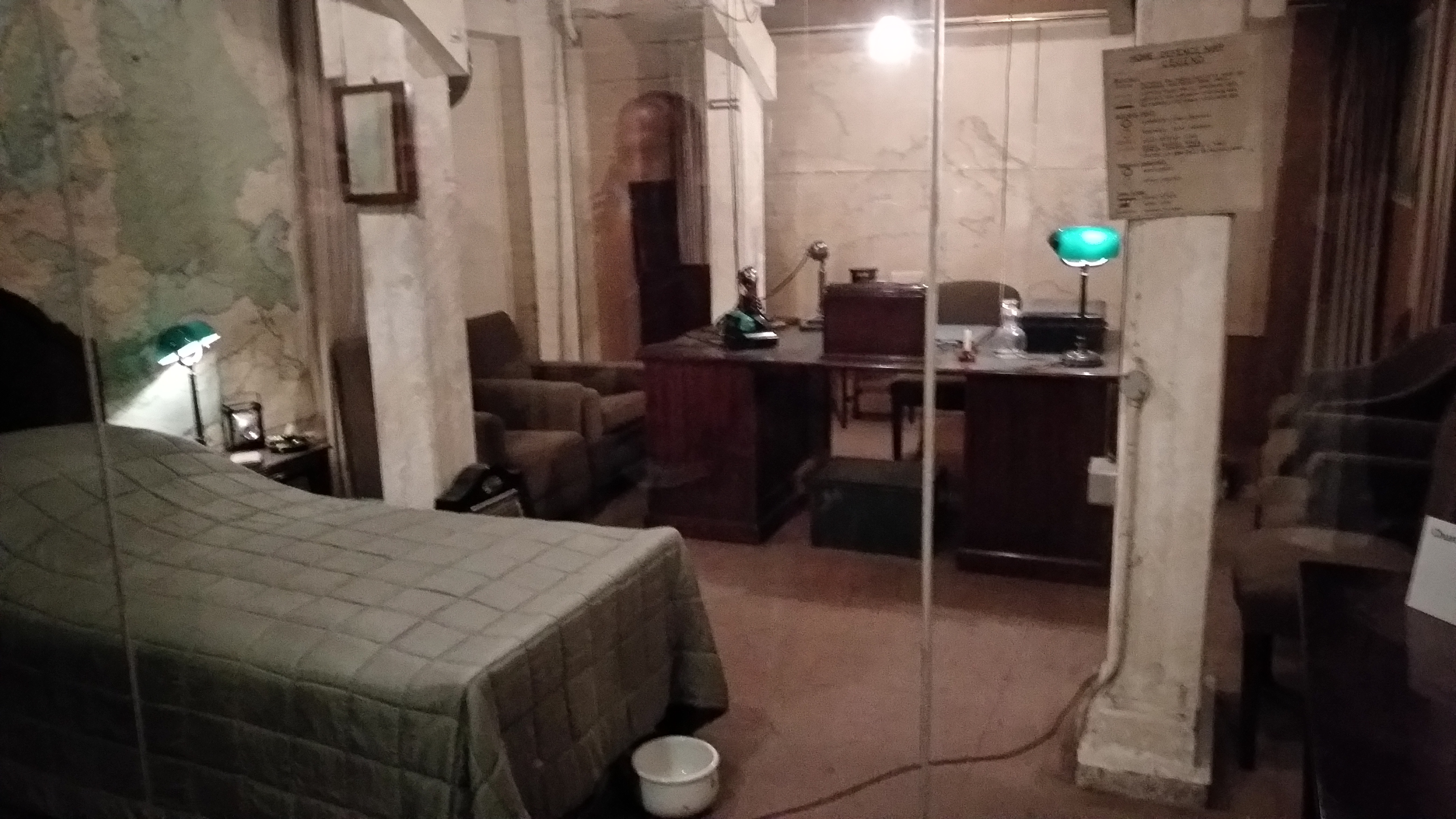
チャーチルの執務室